# Баллок (кинжал)

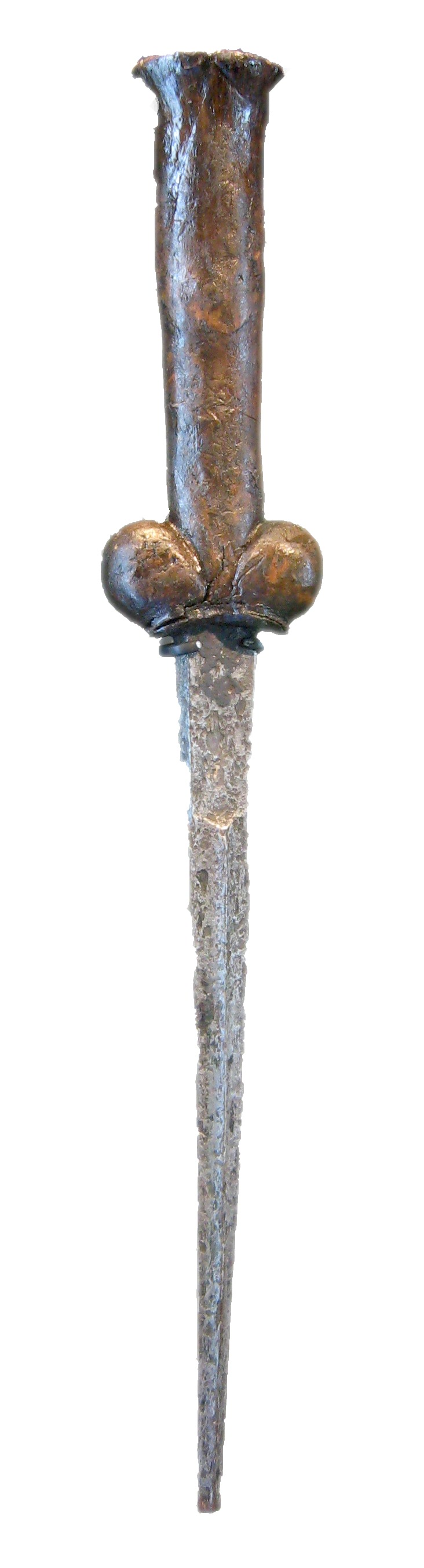

Баллок — кинжал, получивший широкое распространение в Европе в XIII—XVII веках. Он имеет прямой обоюдно острый клинок.

## История и описание
Баллок — кинжал с усиленным клином, предназначенным для пробивания доспехов. Это название он получил благодаря схожести с мужским репродуктивным органом (с англ. bollocks — яички или тестикулы) и моде носить кинжал на поясе спереди. Был весьма популярен в Скандинавии, Англии, Шотландии в XIII—XVII веках. Баллок использовали для самообороны купцы, ремесленники и другие представители среднего класса.
Изначально рукоятью служил однородный кусок дерева, однако позже для изготовления рукояти стали использовать другие материалы вроде рога, слоновой кости или полудрагоценных камней. Начиная с XV века, в рукояти стали проделывать небольшое отверстие — карман, который использовали для хранения дополнительных предметов и инструментов.

## Особенности
Характерной особенностью является гарда, состоящая из двух полукруглых долей. Клинки могли существенно отличаться у моделей, сделанных в разных регионах в разное время.